# 허셔리 소닌
허셔리 소닌(만주어: ᡥᡝᠰᡝᡵᡳ
ᠰᠣᠨᡳᠨ Hešri Sonin, 한국 한자: 赫舍里索尼 혁사리 색니, 1601년 ~ 1667년)은 청 제국 초기의 대신이자 정치인(강희제의 섭정)으로 청 제국의 개국공신이다. 만주 정황기(正黃旗) 사람이다.

## 생애
그는 숭덕제를 보좌하며 많은 공을 세웠으며, 그 공으로 청 제국의 조정을 관장하는 내무부총관(內務部總官), 영시위내대신, 감국대신 등을 역임하며 청 제국 조정에서의 주요 인물이 되었다. 1661년(순치 18년) 순치제가 천연두호 붕어하기 전 오보이·숙사하·어빌룬 등과 순치제의 고명을 받아 고명대신이 되었으며, 황태자 현엽을 제위에 올리니 현엽은 강희제가 된다. 강희제 초기에 강희제와 효장태황태후 보르지기트씨를 많이 도왔으며 다른 고명대신인 오배를 견제하기도 하였다.
1667년에 노환으로 67세의 나이로 사망하였다. 그의 아들 허셔리 송고투(赫舍里 索額圖)는 오랫동안 강희제를 보필하였고, 색니의 손녀는 강희제에게 시집을 가서 황후가 되니, 그녀가 강희제의 첫 번째 황후 효성인황후이다.
틀:강희제 시대 초기의 4대 중신
틀:강희제의 섭정